# Somerville (Texas)
Somerville és una població dels Estats Units a l'estat de Texas. Segons el cens del 2000 tenia 1.704 habitants.

## Demografia
Segons el cens del 2000, Somerville tenia 1.704 habitants, 639 habitatges, i 430 famílies. La densitat de població era de 220,8 habitants per km².
Dels 639 habitatges en un 31,6% hi vivien nens de menys de 18 anys, en un 43,8% hi vivien parelles casades, en un 18,6% dones solteres, i en un 32,6% no eren unitats familiars. En el 28,6% dels habitatges hi vivien persones soles el 14,6% de les quals corresponia a persones de 65 anys o més que vivien soles. El nombre mitjà de persones vivint en cada habitatge era de 2,67 i el nombre mitjà de persones que vivien en cada família era de 3,32.
Per edats la població es repartia de la següent manera: un 30,9% tenia menys de 18 anys, un 9,2% entre 18 i 24, un 24,9% entre 25 i 44, un 20% de 45 a 60 i un 15% 65 anys o més.
L'edat mediana era de 34 anys. Per cada 100 dones de 18 o més anys hi havia 87,3 homes.
La renda mediana per habitatge era de 26.208 $ i la renda mediana per família de 34.844 $. Els homes tenien una renda mediana de 25.679 $ mentre que les dones 17.379 $. La renda per capita de la població era de 12.995 $. Aproximadament el 18,3% de les famílies i el 24% de la població estaven per davall del llindar de pobresa.

## Poblacions més properes
El següent diagrama mostra les poblacions més properes.